# Rudi Jacques
Rudi Jacques est un organiste, claveciniste et facteur d'orgues belge né à Namur le 28 avril 1965 et décédé le 19 août 2024 à Maurenne (Hastière-Lavaux).

## Biographie
Rudi Jacques décide dès 7 ans d'apprendre l'orgue. Au cours de ses études d'orgue, d'harmonie et d'histoire de la musique au Conservatoire royal de Bruxelles, il travaille en parallèle la facture d'orgues dans un petit atelier de Dinant.
Passionné de musique ancienne, il voyage beaucoup et enrichit ses connaissances auprès de Xavier Darasse, Michel Chapuis et Harald Vogel, puis reçoit une bourse afin d'étudier auprès de Bernard Lagacé à Montréal.
En 1986, il est Lauréat de la Fondation de la vocation puis se spécialise dans les ateliers de Barthélemy Formentelli à Vérone où il participe à plusieurs chantiers de restauration d'orgues historiques en France et en Italie.
Organiste et claveciniste, il a enseigné l'orgue à l'Académie de Musique Saint-Grégoire à Tournai et la facture d'orgues à l'IFMPE. En 1990, il fonde son propre atelier à Maurenne (commune d'Hastière), dans l'ancienne école du village où il restaure et recrée avec ses collaborateurs des orgues comme autrefois.
Rudi Jacques s'est spécialisé dans la restauration d'orgues anciens et la construction d'orgues « nomades », c'est-à-dire facilement transportables, afin de décloisonner la musique d'orgue pour des concerts en des lieux divers.

## Principales réalisations
- Orgue de Franière (restauration et reconstruction)
- Orgue « nomade » dans un style des Pays-Bas du XVIIe siècle pour Arnaud Van de Cauter (orgue neuf)
- Orgue d'études du Conservatoire royal de Mons (orgue neuf)
- Orgue positif dans un style italien pour l'Église Sainte-Cécile de Ganshoren (orgue neuf)
- Orgue « nomade » pour Jean-Christophe Leclère (orgue neuf de style baroque allemand XVIIIe)
- Orgue de Ciergnon (restauration d'un instrument classé du XVIIIe)
- Orgue de Donstiennes (orgue neuf dans un style allemand du XVIIIe)
- Orgue « de salon » pour M. Maurice Pinsson (orgue neuf)
- Orgue de Gerpinnes (restauration d'un instrument historique du XVIIe)
- Orgue de Thimougies (orgue neuf)
- Orgue de l'église Saint-Pierre de Glabais à Genappe (restauration d'un instrument historique classé)
- Orgue de Talange (orgue neuf dans un style italien du XVIe)
- Orgue du Grand Séminaire de Namur (orgue neuf)
- Orgue de chœur de l'Église Notre-Dame du Sablon de Bruxelles (orgue neuf - 2011)
- Orgue de l'Église d'Ostiches (orgue neuf, inauguré en avril 2013 par Lorenzo Ghielmi)
- Orgue de chœur de l'abbatiale Notre-Dame de Mouzon (Ardennes françaises, orgue neuf, mai 2014)
- Relevage de l'orgue Patrick Collon (1986) de la Collégiale Sainte Gertrude de Nivelles.
- Restauration et reconstruction d'un orgue de salon (Kabinetorgel) attribué à J.P. Künckel ca 1785 (collection particulière).

## Prix et distinctions
- Lauréat de la Fondation belge de la Vocation[2] en 1986
- « Artisan de l'année » en 2004 pour la Province de Namur[3]

## Discographie
Enregistrements d'œuvres interprétées sur des instruments du facteur :
- Pour un plaisir - Autour de l'orgue historique de Ciergnon, par Marc Pinardel et Jean-Christophe Leclère (éditions Chordis & Organo)
- Arnaud Van de Cauter : œuvres de Byrd, Buxtehude, Bull… (éditions Voce & Organo)
- Tintinnabulum Gerpinnum - Jean-Christophe Leclère & Freddy Eichelberger à l'orgue de Gerpinnes (éditions Chordis & Organo)
- Sonates en trio - Jean Sébastien Bach -  Jean-Christophe Leclère, orgue et Patrick Beuckels, flûte (éditions Chordis & Organo)
- Partita - Jean Sébastien Bach -  Jean-Christophe Leclère, orgue et Patrick Beuckels, traverso (éditions Chordis & Organo)
- Arien & Sonates - Georg Friedrich Haendel  -  Jean-Christophe Leclère, orgue et Christine Maria Rembeck, soprano, Académie Sainte Cécile (éditions Chordis & Organo)
- Canzoni e madrigali passaggiati -  Arnaud Van de Cauter, orgue et Eva Godard, cornet à bouquin (éditions Hybrid'music)
- Tota pulchra es amica mea - Jean-Pierre Deleuze -  Arnaud Van de Cauter, orgue et l'Ensemble Henri Pousseur (éditions Paraty)
- Trombone Grande - Music for bass sackbut around 1600 -  Kris Verhelst, orgue, Wim Bécu et l'Ensemble Oltremontano (éditions Accent)
- The Art of Henrich Scheidemann - Heinrich Scheidemann -  Jean-Christophe Leclère, orgue et Le Concert Brisé, William Dongois, corneto (éditions Accent). Disque enregistré sur l'orgue de Talange;  Diapason d'Or de la revue Diapason en juin 2016
- Il Sud - Seicento violin music in Southern Italy -  Emmanuel Resche-Caserta et l'Ensemble Exit, enregistrement à Talange (éditions Passacaille, 2019).